# Deutsche Einband-Meisterschaft 1975/76

Veranstaltungsort: Berlin

Die Deutsche Einband-Meisterschaft 1975/76 ist eine Billard-Turnierserie und fand vom 16. bis zum 18. Januar 1976 in West-Berlin zum 23. Mal statt.

## Geschichte
Der Berliner Dieter Müller nahm erfolgreich Revenge für die Endspielniederlage gegen Günter Siebert. Er kam im ganzen Turnier nie ernsthaft in Gefahr und erzielte auch alle Turnierbestleistungen. Im kleinen Finale besiegte Peter Sporer den Krefelder Hans-Jürgen Kühl.

## Modus
Erst wurde in zwei Gruppen im Round-Robin-Modus gespielt. Danach gab es im K.-o.-System eine Zwischenrunde. Es wurde eine neue Rangliste erstellt und die vier Besten spielten weiter bis zur Entscheidung. Alle Matches gingen über zwei Gewinnsätze bis 70 Punkte.
Die Endplatzierung ergab sich aus folgenden Kriterien:
1. Matchpunkte
2. Satzverhältnis (SV)
3. Generaldurchschnitt (GD)
4. Bester Einzeldurchschnitt (BED)
5. Höchstserie (HS)

## Teilnehmer (nach Ausgangsklassement)
1. Günter Siebert (Bfr. Altenessen), Titelverteidiger
2. Dieter Müller (Billardakademie Berlin)
3. Norbert Witte (BG Bottrop 24)
4. Werner Naruhn (BC Gelsenkirchen-Feldmark 1934)
5. Peter Sporer (BSV München)
6. Hans-Jürgen Kühl (Krefeld)
7. Heinz Ohagen (BSV Velbert)
8. Jürgen Diehle (BC Hattingen)

## Gruppenphase
| MP    | Match Punkte (Sieger = 2; Unentschieden = 1; Verlierer = 0) |
| SV    | Satzverhältnis (nur bei Turnieren im Satzsystem)            |
| Pkte. | Erzielte Karambolagen                                       |
| Aufn. | benötigte Aufnahmen                                         |
| GD    | Generaldurchschnitt                                         |
| MGD   | Mannschafts-Generaldurchschnitt                             |
| BED   | Bester Einzeldurchschnitt eines Spielers                    |
| BEMD  | Bester Einzeldurchschnitt einer Mannschaft                  |
| BSD   | Bester Satzdurchschnitt eines Spielers                      |
| HS    | Höchstserie                                                 |
| WRP   | Weltranglistenpunkte                                        |

| Platz | Name           | MP  | SV   | Pkte. | Aufn. | GD   |
| ----- | -------------- | --- | ---- | ----- | ----- | ---- |
| 1     | Günter Siebert | 6:0 | 12:0 | 420   | 65    | 6,46 |
| 2     | Peter Sporer   | 4:2 | 8:6  | 368   | 88    | 4,18 |
| 3     | Werner Naruhn  | 2:4 | 6:8  | 364   | 126   | 2,89 |
| 4     | Jürgen Diehle  | 0:6 | 0:12 | 294   | 95    | 3,09 |

| Platz | Name             | MP  | SV   | Pkte. | Aufn. | GD   |
| ----- | ---------------- | --- | ---- | ----- | ----- | ---- |
| 1     | Dieter Müller    | 6:0 | 12:0 | 420   | 77    | 5,45 |
| 2     | Norbert Witte    | 4:2 | 8:4  | 331   | 106   | 3,12 |
| 3     | Hans-Jürgen Kühl | 2:4 | 4:10 | 388   | 112   | 3,02 |
| 4     | Heinz Ohagen     | 0:6 | 2:12 | 351   | 105   | 3,34 |

## Zwischenrunde
| Zwischenrunde Spiel 1 |     |     |
| Günter Siebert        | 2:0 | 2:1 |
| Hans-Jürgen Kühl      | 0:2 | 1:2 |

| Zwischenrunde Spiel 2 |     |     |
| Dieter Müller         | 2:0 | 2:0 |
| Werner Naruhn         | 0:2 | 0:2 |

| Zwischenrunde Spiel 3 |     |     |
| Peter Sporer          | 2:0 | 2:0 |
| Norbert Witte         | 0:2 | 0:2 |

## Finalrunde
| Name             | MP  | SV  | Pkte | Aufn. | GD   | BED  |
| ---------------- | --- | --- | ---- | ----- | ---- | ---- |
| Spiel 1          |     |     |      |       |      |      |
| Dieter Müller    | 2:0 | 2:0 | 140  | 18    | 7,77 | 7,77 |
| Hans-Jürgen Kühl | 0:2 | 0:2 | 104  | 18    | 5,77 | –    |
| Spiel 2          |     |     |      |       |      |      |
| Günter Siebert   | 2:0 | 2:0 | 140  | 28    | 5,00 | 5,00 |
| Peter Sporer     | 0:2 | 0:2 | 101  | 28    | 3,60 | –    |

| Platz            | Name             | MP  | SV  | Pkte | Aufn. | GD    | BED   |
| ---------------- | ---------------- | --- | --- | ---- | ----- | ----- | ----- |
| Spiel um Platz 3 |                  |     |     |      |       |       |       |
| 4                | Hans-Jürgen Kühl | 0:2 | 0:2 | 98   | 43    | 2,27  | –     |
| 3                | Peter Sporer     | 2:0 | 2:0 | 140  | 43    | 3,25  | 3,25  |
| Finale           |                  |     |     |      |       |       |       |
| 1                | Dieter Müller    | 2:0 | 2:0 | 140  | 13    | 10,76 | 10,76 |
| 2                | Günter Siebert   | 0:2 | 0:2 | 39   | 13    | 3,00  | –     |

### Abschlusstabelle
| Klassement                | Klassement       | Klassement | Klassement | Klassement | Klassement | Klassement | Klassement | Klassement |
| Platz                     | Name             | MP         | SV         | Pkte.      | Aufn.      | GD         | BED        | HS         |
| ------------------------- | ---------------- | ---------- | ---------- | ---------- | ---------- | ---------- | ---------- | ---------- |
| 1                         | Dieter Müller    | 12:0       | 24:0       | 840        | 125        | 6,72       | 10,76      | 39         |
| 2                         | Günter Siebert   | 10:2       | 20:6       | 771        | 139        | 5,54       | 8,75       | 33         |
| 3                         | Peter Sporer     | 8:4        | 16:10      | 758        | 202        | 3,75       | 5,18       | 25         |
| 4                         | Hans-Jürgen Kühl | 2:10       | 6:22       | 667        | 206        | 3,23       | 4,42       | 36         |
| 5                         | Norbert Witte    | 4:4        | 8:8        | 441        | 149        | 2,95       | 3,41       | 15         |
| 6                         | Werner Naruhn    | 2:6        | 6:12       | 435        | 143        | 3,04       | 2,80       | 16         |
| 7                         | Heinz Ohagen     | 0:6        | 2:12       | 351        | 105        | 3,34       | –          | 23         |
| 8                         | Jürgen Diehle    | 0:6        | 0:12       | 294        | 95         | 3,09       | –          | 22         |
| Turnierdurchschnitt: 3,91 |                  |            |            |            |            |            |            |            |